# 非核地帯
非核地帯（ひかくちたい、英語: nuclear-free zone、NFZ）とは、核兵器や原子力発電所などの使用を禁止した地域。その具体的な範囲や内容は該当の地域によって異なる。
非核地帯のうち、条約などで特に核兵器を禁止した地帯は非核兵器地帯（英語: nuclear-weapon-free zone、NWFZ）とも呼ばれる。

## 概要
世界の多数の地域の地方自治体等が「非核」や「非核地帯」を宣言している。しかし現実には、核兵器の製造・保管・配備・使用等を禁止していても、その地方自治体が認識することもなく核兵器が軍用の運搬手段によってその地域・近隣・上空などを自由に通過していることもある。また、その地域に原子力発電所などが計画された場合でも、大多数の自治体にその建設を停止させる権限は少ない。このため「非核」宣言の大半は、象徴的なものである。
しかし、ニュージーランドの非核地域(en:New Zealand's nuclear-free zone)は国家の立法により確実化されており、象徴的なものではない。ニュージーランドは西側諸国としては初めて非核地帯を法制化した国家で、核抑止政策を実質的に放棄した。

## 主な非核地域

核兵器拡散状況
核保有国
ニュークリア・シェアリング
NPTのみ
非核兵器地帯

国際的な条約などによる非核兵器地帯以外の、各地域の主な非核地域には以下がある。

### オーストリア
オーストリアは非核地帯である。1970年代のニーダーエスターライヒ州ツヴェンテンドルフ(en)での原子力発電所建設の際に、1987年の一般投票で稼動が否決され、非核国家となった。更に1997年7月9日、オーストリアの議会は満場一致で国家の反核政策の維持を決議した。

### カナダ
カナダでは、バンクーバー、ビクトリア、キティマト(en)、レッドディア(en)およびレジャイナが非核兵器都市である。
ビクトリアでは近隣のエスクワイモルトに存在するカナダ軍のエスクワイモルト太平洋海軍基地と、その基地をしばしば使用するアメリカ海軍との問題が発生した。アメリカ海軍は核兵器を搭載した艦船や空母をエスクワイモルトに日常的に寄航させていたが、最終的にはそれらの艦船は都市の法律に抵触しないように、都市の境界に入らずに寄航するよう強いられた。

### 日本

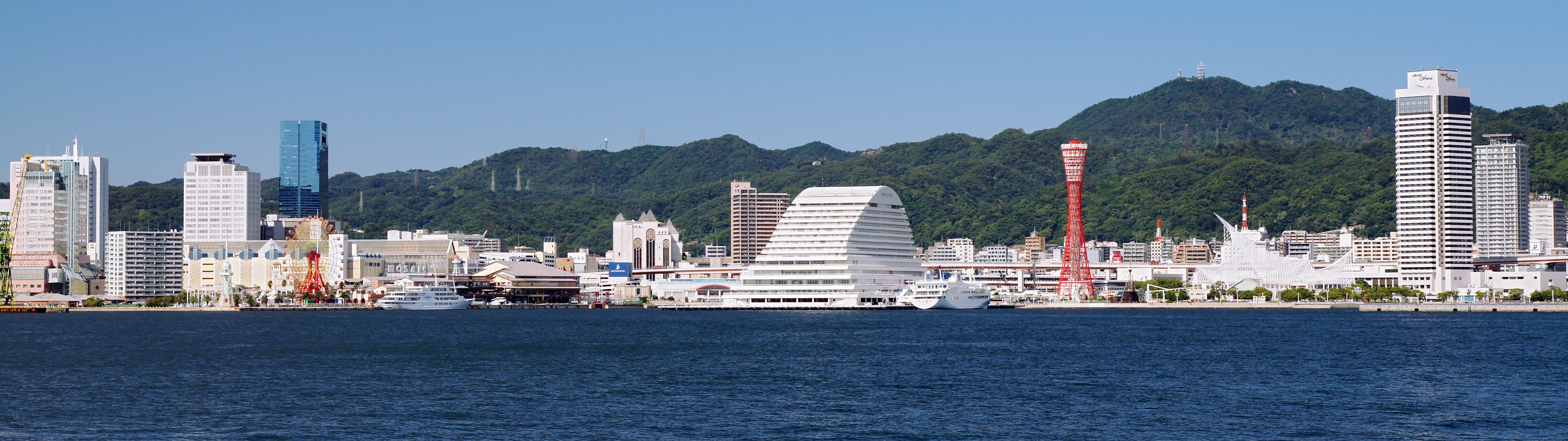
非核の神戸港。2011年、ポートアイランド西公園からの眺め

日本は原子力発電所を多数使用しているが、1967年より政府は「核兵器をもたず、つくらず、もちこませず」との非核三原則を維持し、1971年に国会で決議された。ただし非核三原則は公式な法律ではない。自衛隊はいかなる核兵器も保有していないが、在日米軍では沖縄などで核兵器持ち込み疑惑が発生している。
神戸市は1975年以降、市議会決議により神戸港へ寄港を求める軍艦に対し「非核証明書」を提出しない場合には寄港を拒否する非核神戸方式を行っている。また日本の地方自治体の約8割以上は非核平和都市宣言を行っている。

### イタリア
イタリアは1987年11月の原子力国民投票(en)以降、非核地帯である。2008年の選挙で中道右派政党が勝利すると産業省大臣は、イタリアで最初の原子力発電所の建設を2013年までに行うという政府の予定を発表したが、その計画は2011年3月の東日本大震災で停止され、2011年7月の国民投票の後で撤回された。

### ニュージーランド
1984年、ニュージーランドのデビッド・ロンギ首相は、原子力推進あるいは核武装した艦船のニュージーランドの港の利用とニュージーランド水域への進入を禁止した。更に「1987年のニュージーランド非核地域、軍縮、軍備管理法」(en)により、ニュージーランドの国土と領海は、非核兵器および非原子力推進艦艇地帯となった。隣国であるオーストラリアは原子力潜水艦の調達を計画しているが、2021年9月の報道によれば、ニュージーランドのジャシンダ・アーダーン首相はオーストラリアの原子力潜水艦はニュージーランド領海に入域できないと表明している。

### 北欧
北欧の「非核（兵器）北欧」 (フィンランド語: Ydinaseeton Pohjola) は、フィンランド大統領のウルホ・ケッコネンによる、北欧の非核兵器地帯のためのイニシアチブであった。その目的は、ソビエト連邦とNATOの間の核戦争により、北欧が核の戦場となる事や巡航ミサイルのルートとなる事を防止するためであった。ただし、フィンランドとスウェーデンは、国民にシェルターの普及を奨励し、原子力発電所を利用している。

### イギリス
イギリスでは1980年代初期から非核地域運動が強まり、州議会、地区議会、廃止される迄のグレーター・ロンドン・カウンシルを含む市議会など、200以上の地方議会が「非核」を宣言した。イギリス最初の「非核地帯」は1980年のマンチェスター市議会で、現在も続いている。
イギリスの非核自治体は、核戦争に関連した民間防衛演習への参加を、無益と考えて拒否する。1982年7月の国家の民間防衛演習の中止は、非核自治体の非協力が主な理由であった。イングランドとウェールズの54州議会(County Councils)のうち24州議会が参加を拒否し、更に7州議会が協力的ではなかった。これはマーガレット・サッチャーの政策に対するイギリス平和運動の勝利とされた。実際には非核自治体の大多数は労働党が支配する議会であったが、自由党や、時には保守党が支配する議会も賛成した。

### アメリカ合衆国
アメリカ合衆国では1980年代から1990年代にかけて、多数の都市、町、郡が非核地帯を設立した。その最初はメリーランド州の小さな町ギャレットで、1982年3月の住民投票で世界の注目を引いた。
有名な非核自治体にはカリフォルニア州バークレーがあり、1986年の住民投票による非核バークレー決議により、都市が核兵器関連活動のために税を徴収し、合衆国の核基盤のボイコット・キャンペーンを行う事を認めた。

### アフリカ大陸
- 1961年11月24日、国際連合総会でアフリカ非核地帯宣言が採択。アフリカにおける核実験と核兵器の貯蔵・運搬などを取りやめることを内容とするもの[6]。